# Aladár Pege

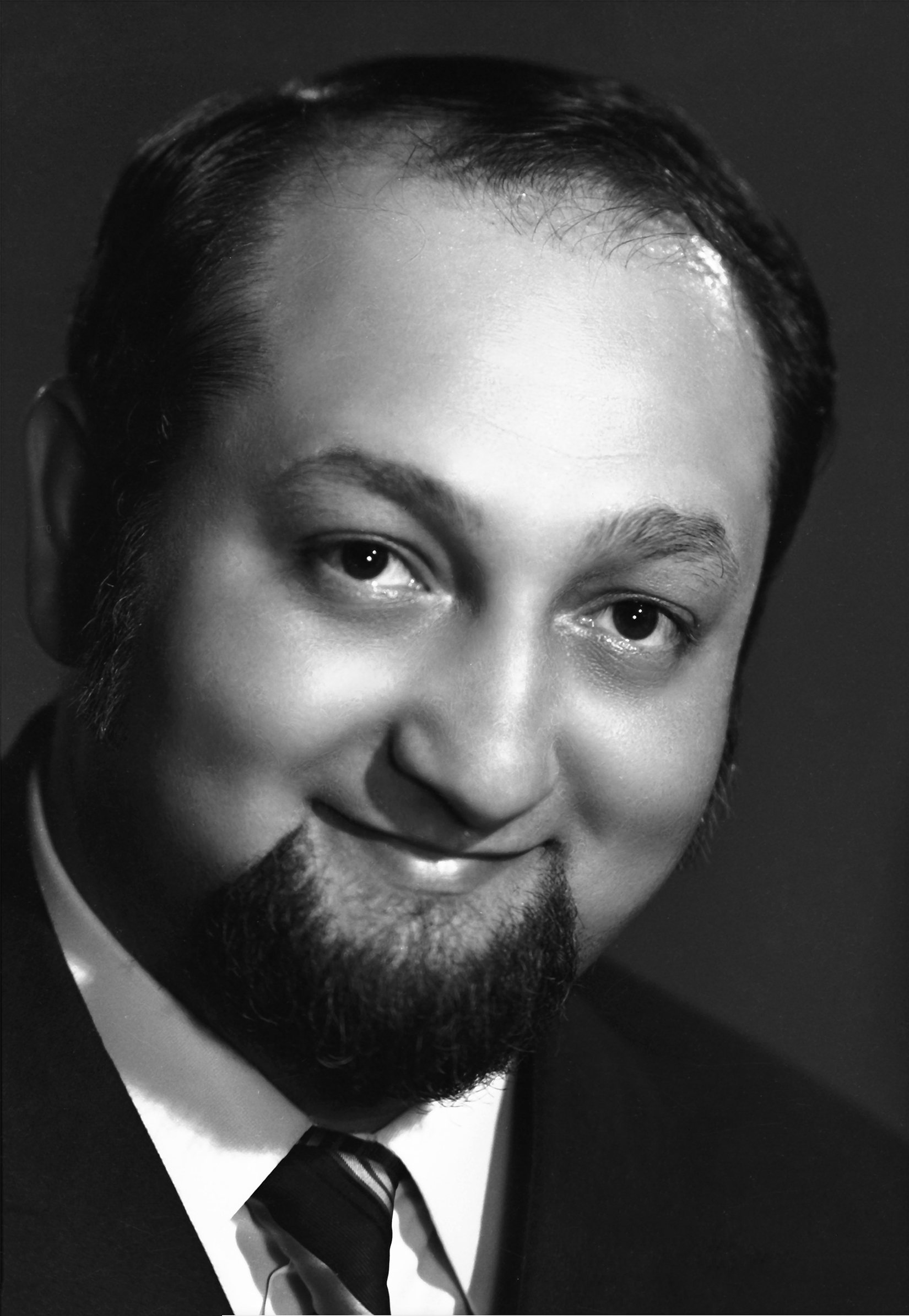
Aladár Pege

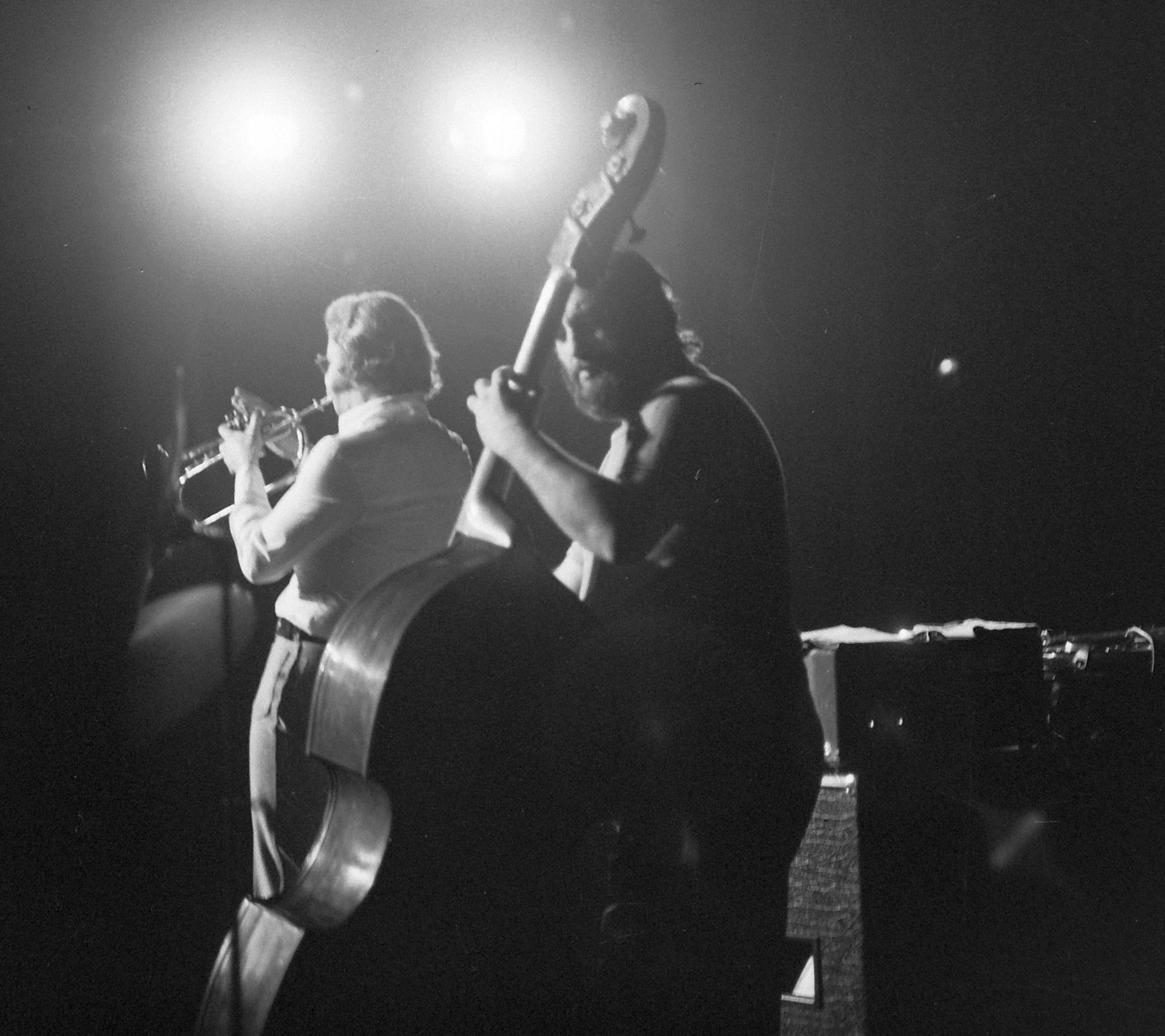
Aladár Pege mit Rudolf Tomsits (1972)

Aladár Pege (* 8. Oktober 1939 in Budapest; † 24. September 2006 ebenda) war ein ungarischer Kontrabassist. Er war ein außergewöhnlicher Interpret des klassischen Solo-Repertoires und zugleich als Interpret im Modern Jazz verwurzelt.

## Leben und Wirken
Pege war zunächst Autodidakt, begann aber dann mit 15 Jahren eine klassische Ausbildung am Béla-Bartók-Konservatorium und an der Franz-Liszt-Musikakademie in Budapest. Ende der 1950er-Jahre spielte er bei Attila Garay. Schon in den 1960er-Jahren hatte er sich mit einem eigenen Trio neben der Klassik dem Jazz zugewandt. 1970 wurde er auf dem Montreux Jazz Festival zum besten Solisten gekürt. 1973 zog er nach West-Berlin, um mit Stars wie Dexter Gordon, Art Farmer, Benny Bailey, Albert Mangelsdorff, Walter Norris und Leo Wright zu arbeiten. Er spielte in der Mingus Dynasty und war auf den bedeutendsten Jazzbühnen der Welt unterwegs (u. a. 1982 mit Herbie Hancock in der Carnegie Hall). Pege unterhielt ein Jazzquartett mit ungarischen Musikern wie Gyula Csepregi, Zsolt Koloncsák und Tamás Kothencz. Weiterhin spielte er im Quartett Take 4 mit Rudolf Tomsits, Gyula Babos und Imre Kőszegi, mit denen in den 1990er Jahren drei Alben entstanden. Es kam aber auch zur Zusammenarbeit mit Dexter Gordon, Wynton Marsalis, Michał Urbaniak sowie Tony Williams und zu Aufnahmen mit Karl Ratzer, Gábor Szabó, Lee Harper, Charly Antolini, Dorothy Donegan und Attila Zoller. Daneben war Pege auch mit klassischem Repertoire unterwegs.
Seit 1978 unterrichtete Aladár Pege (klassischen) Kontrabass als Professor an der Franz-Liszt-Musikakademie in Budapest. Aufgrund seines dynamisch überaus vitalen Pizzicatospiels, der für den Jazz ungewöhnlich agilen Bogentechnik und seinen Flageoletts wurde er auch als der Paganini des Kontrabasses bezeichnet. Er war unumstritten einer der bedeutendsten Bassisten Europas und Kossuth-Preisträger.